# Protobaicalina hageni
Protobaicalina hageni är en nattsländeart som beskrevs av Ivanov och Menshutkina 1996. Protobaicalina hageni ingår i släktet Protobaicalina och familjen Apataniidae. Inga underarter finns listade i Catalogue of Life.